# SAWAMURA
SAWAMURA（サワムラ）は、滋賀県高島市に本社を置き、住宅、店舗、オフィス・工場・倉庫、病院・福祉施設、観光施設等の設計、施工、リノベーション、土地活用、不動産売買等を手掛ける総合建設会社である。びわ湖テラスの施工を担当した。

## 沿革
- 1950年(昭和25年) 初代社長澤村 寅男（一級建築士）が澤村工務店を創業
- 1967年(昭和42年) 株式会社澤村設立
- 1990年(平成2年)  沢村ホーム株式会社設立
- 1994年(平成6年)  2代目澤村寛社長就任
- 2001年(平成13年) 自社住宅ブランド（現 SAWAMURA建築設計）の設立
- 2005年(平成17年) 「環の街プロジェクト」(景観と安全性を追求した分譲地開発)始動
- 2007年(平成19年) 3代目澤村幸一郎社長就任
- 2010年(平成22年) リーマンショックから業績をV字回復
- 2011年(平成23年)  敦賀スタジオ開設
- 2012年(平成24年)  高島市民病院竣工
- 2016年(平成28年)  びわ湖テラス竣工
- 2018年(平成30年)  本社オフィスリニューアル・大津オフィス開設・成安造形大学学生寮YOHAKU竣工
- 2019年(令和元年)  「きっかけを創造する」をスローガンとして、リブランディングを実施。グループ全体を「SAWAMURA」と定義し、ブランド・アイデンティティを刷新、コーポレートカラーをグループ内で統一。きっかけ創造大学スタート。
- 2020年(令和2年)  創業70周年。本社敷地内にて、観葉植物と庭づくりの店「HAARU Green Planning」をOPEN。
- 2022年(令和4年) 京都オフィス開設[3][4]

## 特殊建築事業
- びわ湖テラス(滋賀県大津市)
- びわこ箱館山 パフェ専門店LAMP(滋賀県大津市)
- フィアット／アバルト滋賀(滋賀県守山市)
- 福井弥平商店 店舗リニューアル(滋賀県高島市)
- 環の街分譲地造成工事(滋賀県高島市)
- SDG-Marine 琵琶湖店(滋賀県大津市)
- NaxBee Hair Design (福井県敦賀市)
- Mon goûter（モングーテ）(滋賀県高島市)

## 地域・社会貢献

### ワークショップ『きっかけ創造大学』
滋賀県・滋賀県教育委員会・高島市・高島市教育委員会の後援により、2019年より年１回、地方創生を考えるワークショップ「きっかけ創造大学」を開催している。
このワークショップのねらいは、地方創生の考え方の体感、より面白いまちづくりをするディスカッション、未来を創るプロデューサーの考え方、地元企業と将来をつくる経験等を得ることで、対象者は幅広く、地域社会活動を行っている者、行政の地域創生の担当者、ESD（持続可能な開発のための教育）を進めている教師や学生、SDGsや地域創生に興味のある等。
第1回講師：山田崇(『日本一おかしな公務員』著者)
第2回講師：面白法人カヤック
第3回講師：土井地博(株式会社ビームス)
第4回講師：西畠清順(そら植物園株式会社)

### マルシェ
地域の活性化の取り組みの一つとして、地元高島市において開催する「SAWAMURAマルシェ」を運営、このマルシェは地元住民を中心に1000人以上が参加するイベントとなっている。

## その他の活動

### CM・広告
2020年のブランドCMには、ナレーターにNHK紅白歌合戦出演経験のある木山裕策を、楽曲はシンガーソングライターRukaの「パパとママへ」を起用した。このCMは2020年3月5日から福井県内にてテレビ放映、同年10月16日からはイオンシネマ草津においても上映された。
また、2020年8月1日から近江鉄道バスの大津・石山・瀬田・草津エリアにて、ブランドカラーである鮮やかなスカイブルーをまとったラッピングバスが運行を開始した。

### イベント協賛
- 第５回日本国際観光映像祭[13]

### メディア掲載
- 近畿経済産業局2023年5月18日公表「BE THE LOVED COMPANY REPORT」[14]
- 関西テレビ「ウラマヨ!」(2022年10月29日放送）[15]
- リフォーム産業新聞(2022年10月17日発行)[16],(2021年7月12日発行)[17]
- Leaf(リーフ)(2022年6月25日発行)[18]
- 中日新聞(2022年4月18日発行)[19]
- 読売新聞(2022年4月15日発行)[20]
- 建設通信新聞(2021年9月27日, 28日, 29日発行)[21][22][23]
- 朝日新聞(2020年4月12日発行)[24]
- CLASSY.(2020年3月号)[25][26]
- びわ湖放送(2019年11月29日放送、2019年12月3日再放送)[27]

### 創業70周年プロジェクト
2020年に創業70周年を迎え、協賛228社との合同プロジェクトとして、創業日当日の12月6日に京都新聞に全面広告を掲載。先の見通せない世の中の状況が続く中、ともにこの霧を超え、未来へ向かおうというメッセージを発信した。またシンガーソングライターRukaから祝賀メッセージおよびスペシャルライブ映像が届けられた。

### Webメディア『工場建設ソリューション』
企業の事業推進に貢献する工場建設をテーマに、最新情報、ノウハウ、事例を提供するWebメディア『工場建設ソリューション』を運営している。

### 講演会・セミナー登壇
- リフォーム産業フェア2023(リフォーム産業新聞社主催）[29]
- BIM MANAGER DAY(グラフィソフトジャパン株式会社主催）[30]
- 建設産業大予測フォーラム2023[31]

### 新入社員研修『きっかけ創造ゼミ』
自社のブランドミッションに基づいた行動指針を日常業務と紐づける研修『きっかけ創造ゼミ』に力を入れている。ワークショップ設計とファシリテーションの専門知識を持つ社内チームが、日常業務とブランドミッションを紐づけるためのワークショップや課外活動など、ブランド理解を深める内容で全６回の講座を運営。
　

## 主なサービス

### 個人向け
- SAWAMURA建築設計(注文住宅)
- SAWAMURAホーム(規格住宅）
- リフォーム・リノベーション
- エクステリア・外観
- 不動産
- HAARU Green Planning(庭・エクステリアのプランニング・デザイン、施工等)

### 法人向け
- カナリス(システム建築)
- オフィス・工場・店舗等の建設
- 介護・福祉・医療施設、観光施設等の建設
- 改修・リニューアル
- 土地活用
- 収益改善サービス
- 土木